# Фестиваль Гадхимаи

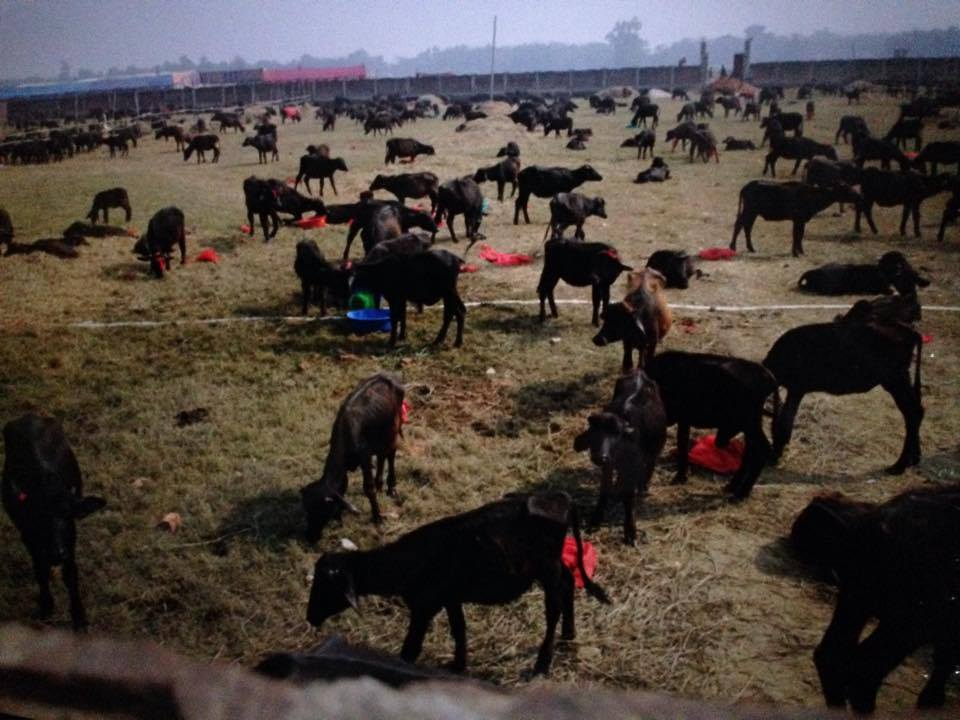
Подготовленные на убой животные

Фестиваль Гадхимаи — ритуал жертвоприношения, совершаемый каждые пять лет на протяжении трёхсот лет в храме Гадхимаи в Барияпуре (район Бара) примерно в 160 км от к югу от Катманду в южной части Непала, рядом с индо-непальской границе вблизи от Бихара. Мероприятие включает в себя крупный забой (более 400 тыс.) различных животных (включая буйволов, свиней, коз, кур, крыс, голубей) с целью задобрить богиню власти Гадхимаи.

## Описание
Около 2 миллионов человек принимают участие в фестивале, где мадхеси и более 80 % паломников являются выходцами из штатов Бихар и Уттар-Прадеш. Присутствующие на фестивале таким образом стараются обходить запрет на жертвоприношение животных в их собственной стране. Участники верят, что принесение в жертву богине Гадхимаи животных положит конец злу и принесёт процветание.
В 2009 году за месяц до проведения фестиваля политики-мадхеси поняли, что будет «серьёзная нехватка» коз для ритуала жертвоприношения, а также для употребления козлятины во время праздника, что послужило началом кампании среди животноводов продавать свой скот.
Фестиваль начался в первую неделю ноября 2009 года и завершился в первую неделю декабря (вплоть до макара-санкранти). 24—25 ноября 2009 года на ярмарке по обычаю при участии главного служителя храма были принесены в ритуальную жертву (саптабали) белые мыши, голуби, петухи, утки, свиньи и самцы азиатских буйволов. В первый день было совершено жертвоприношение более чем 20 тыс (по другим данным — от 35 до 40 тыс.) азиатских буйволов. Всего за время проведения фестиваля в 2009 году было умерщвлено более 250 тыс (по другим данным — более 300 тыс) животных. Ритуальные умерщвления в особой скотобойне при храме совершали более 200. (по другим данным — более 350) человек. Мясо затем предназначалось для раздачи местным жителям и гостям фестиваля, а также туристам. На проведение предшествующего фестиваля правительство Непала выделило средства в размере 4,5 миллиона рупий (60 тыс. долларов США).
28 ноября 2014 года состоялось очередное жертвоприношение, во время которого за два дня было умерщвлено 250 тыс. особей буйволов.

## Противоречия и осуждения
Фестиваль вызывает многочисленные протесты со стороны защитников прав животных и непальских буддистов и индуистов. В 2009 году было предпринято несколько попыток остановить ритуал, в частности, Бриджит Бардо и Манека Ганди выступили с открытыми письмами к правительству Непала с просьбой остановить убийства. Бардо просила отменить фестиваль, ради спасения «тысяч испуганных быков, которых убьют пьяные фанатики». Президент Непала не дал ответа. В то же время в официальный представитель правительства Непала отметил, что они не станут «вмешиваться в многовековые традиции народа мадхеси». В свою очередь официальный представитель организационного комитета фестиваля Мотилал Кушва заявил: «Мы не намерены отказываться от нашей многовековой традиции. Это наша религия, вера и традиция, которой мы будем следовать, несмотря ни на что», а главный священник храма Мангал Чаудхари отметил, что «Это традиция и вера людей. Как могут какие-то протесты остановить это?». 10 ноября 2014 года в преддверии очередного фестиваля Бардо повторно выступила с открытым письмом к президенту Ядаву.
С осуждением фестиваля выступают буддийские общины Непала, призывая отказаться от жертвоприношений животных и подносить богине вместо мяса фрукты и овощи. А почитаемый в качестве очередной реинкарнации Будды Рам Бахадур Бомджон сказал, что будет бороться за то, чтобы остановить жертвоприношения животных на фестивале, проповедовать ненасилие и благословлять на месте.
Большинство животных, которых привозят для жертвоприношения, незаконным путём доставляют из Индии. После фестиваля мясо, кости и шкуры животных продаются компаниям в Индии и Непале. В октябре 2014 года PFA trustee и консультант правозащитной группы Humane Society International собрали петицию против незаконного перемещения животных из Индии в Непал на убой. После этого Верховный Суд Индии принял решение, где предписал Правительству Индии предотвратить незаконный вывоз животных через границу с целью принесения в жертву на фестивале Гадхимаи. Суд также обратился с просьбой к правозащитным организациям выработать план действий для реализации судебного решения. Правозащитник доктор медицины Н. Г. Джаясимха посетил границу с целью убедиться в исполнении судебного решения. В интервью Times of India от отметил: «Я очень доволен, что мы смогли сесть и поговорить с Президентом Непала, премьер-министром и другими политиками, о сотнях и тысячах невинных животных, которые обрекаются на совершенно несправедливое обезглавливание в Гадхимаи. Мы также непосредственно общались с храмом Гадхимаи и местной управой, поэтому они несомненно воспринимают силу призыва к состраданию. Мы искренне надеемся, что они будут действовать, чтобы остановить это ненужное кровопролитие».

## Оценки
Министр внутренних дел Индии дал указание штатам Бихар и Уттар-Прадеш отслеживать положение на границе с Непалом, чтобы ни одно животное из Индии не попадало на непальский фестиваль.
Глава организационного комитета фестиваля Шива Чандра Прасада Кушаваха отметил, что «Мы принесли в жертву более 15 тысяч быков и несметное число козлов и птиц, в том числе петухов и голубей. Это свидетельствует о силе веры в богиню власти Гадхимаи»